# Poliesportiu Estació del Nord
El Poliesportiu Estació del Nord és un recinte multiesportiu situat a l'Estació del Nord de Barcelona. Des del 1994, és gestionat per la Unió de Federacions Esportives de Catalunya.

## Història
L'Estació del Nord va ser inaugurada el 21 de maig de 1856 i va funcionar ininterrompudament fins a l'any 1972. Després d'anys d'abandó, el 1991 s'iniciaren les obres de remodelació sota la direcció de l'arquitecte Enric Tous, l'objectiu del qual era crear dues zones diferents: d'una banda, una estació d'autobusos regionals i, per una altra, una instal·lació multiesportiva: el poliesportiu de l'Estació del Nord.
Aquest poliesportiu va albergar les competicions de tennis de taula dels Jocs Olímpics d'Estiu de 1992. Amb aquest propòsit, es van aixecar al vestíbul central, al voltant de les vuit taules de tennis del torneig, graderies amb capacitat per a 5.500 espectadors.

## Instal·lacions
Compta amb un vestíbul principal amb una pista per a la pràctica i aprenentatge de diferents esports: patinatge sobre rodes, patinatge en línia, handbol o hoquei sobre patins, a més de quatre pistes de bàsquet, dues pistes de futbol sala, dues pistes de voleibol, quatre pistes de tennis, dues pistes de bàdminton i vuit taules de tennis de taula. Així mateix també hi ha una secció per a la pràctica del fitness, una piscina de 25 m de llargada, sauna i una zona de fisioteràpia.